# Sebastián Dávalos
Jorge Alberto Sebastián Dávalos Bachelet (Leipzig, 1 de junio de 1978) es un politólogo chileno, primogénito de la ex presidenta de Chile Michelle Bachelet. Fue director del Área Sociocultural de la Presidencia del segundo gobierno de su madre, entre marzo de 2014 y febrero de 2015, fecha en que renunció por estar involucrado en el caso Caval.

## Biografía

### Familia y estudios
Nació en Leipzig, República Democrática Alemana en 1978, hijo de los chilenos exiliados en ese país, Jorge Dávalos y Michelle Bachelet. En agosto del año siguiente, la familia Dávalos-Bachelet regresó a Chile. En 1984 nació la hermana de Sebastián, Francisca. Al año siguiente sus padres se separaron.
Estudió en el Colegio Rubén Darío de La Reina. Luego, en el año 2000, ingresó a estudiar ciencias políticas en la Universidad Central, donde participó en la federación de estudiantes y fue militante de la Juventud Socialista.
Posteriormente realizó un magíster en gobierno y gerencia pública en la Universidad de Chile, egresando en 2011.

### Vida personal
En 2002 conoció a Natalia Compagnon Soto (n. 1983), quien era su compañera de carrera universitaria, con quien inició una relación amorosa, y se casaron diez años más tarde. La pareja tuvo dos hijos. En abril de 2022 Dávalos reveló que estaba separado de Compagnon desde 2017 y que se encontraba en la fase inicial de los trámites de divorcio.
Es masón —al igual que su abuelo Alberto Bachelet— desde mediados de la década de 2000, y actualmente pertenece a la Logia Cóndor 9. En 2009 realizó el curso para de oficiales de reserva de la Fuerza Aérea de Chile. Desde 2020 mantiene una relación con su exnovia de la universidad, la destacada anestesióloga María José Cordero Rochet.

## Carrera profesional y pública

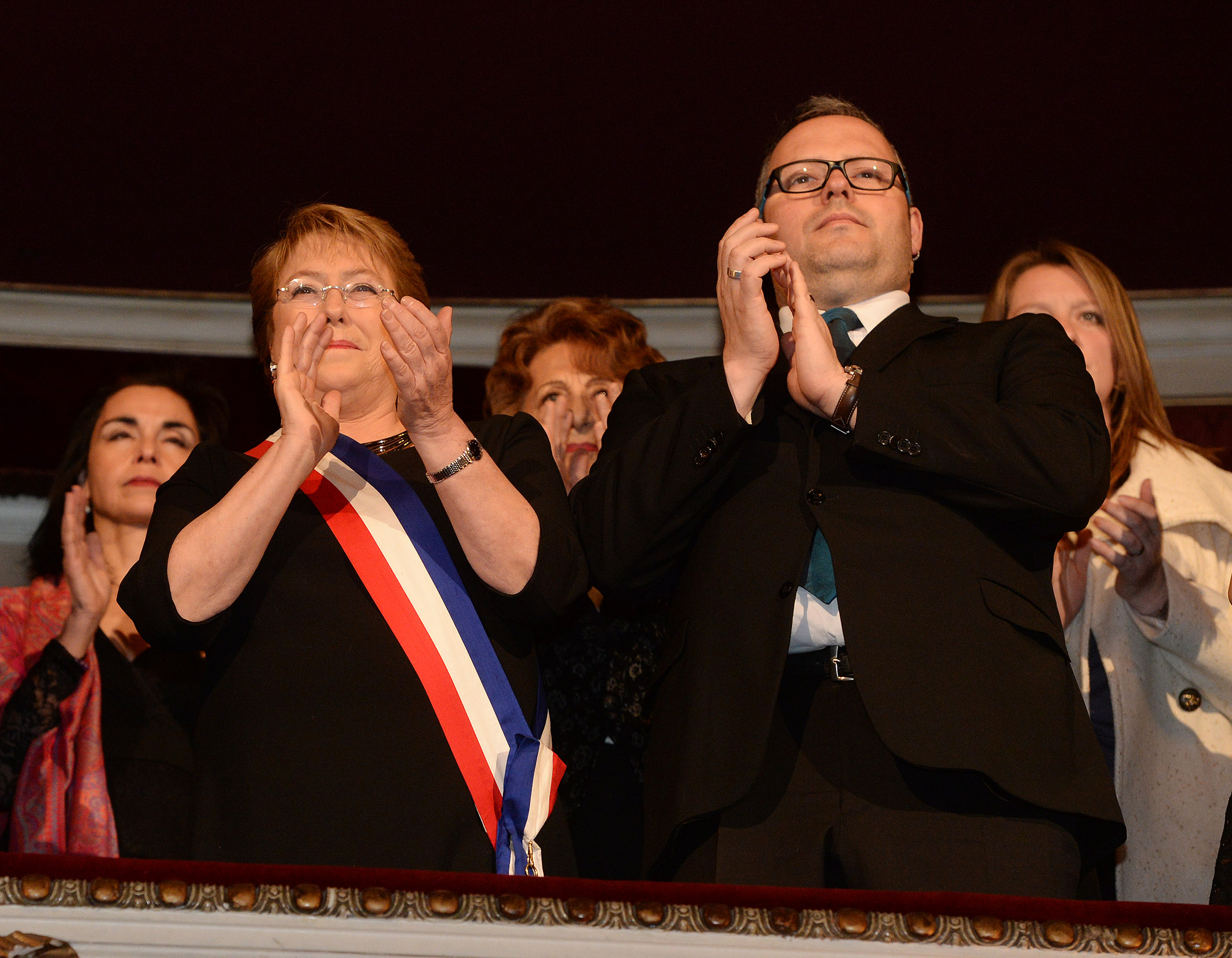
Dávalos junto a su madre, Michelle Bachelet.

Entre 2005 y 2012, se desempeñó como asistente en la Dirección General de Relaciones Económicas Internacionales (Direcon), primero en el Departamento de Asia, donde destacó su participación en el Tratado de Libre Comercio firmado con Japón, y posteriormente en el Departamento de la Organización Mundial del Comercio (OMC), hasta el 1 de julio de 2012.
Él al igual que su madre, fue militante del Partido Socialista de Chile (PS), hasta su renuncia en 2015.
En marzo de 2014 fue nombrado como director del Área Sociocultural de la Presidencia ad honorem, dado que Bachelet es soltera y no existe la figura del «primer caballero» que suele asumir dicha función. Renunció el 15 de febrero de 2015 a su puesto en el gobierno, y el 1 de marzo a su militancia en el PS.

## Controversias
Ha generado controversia por sus negocios, basados en varias sociedades comerciales, varias de ellas donde es copropietario con su cónyuge. Varias de estas sociedades fueron creadas tras su salida de Direcon, y con éstas asesoraron comercialmente a empresas asiáticas y a la chilena Agrosuper.

### Caso Caval

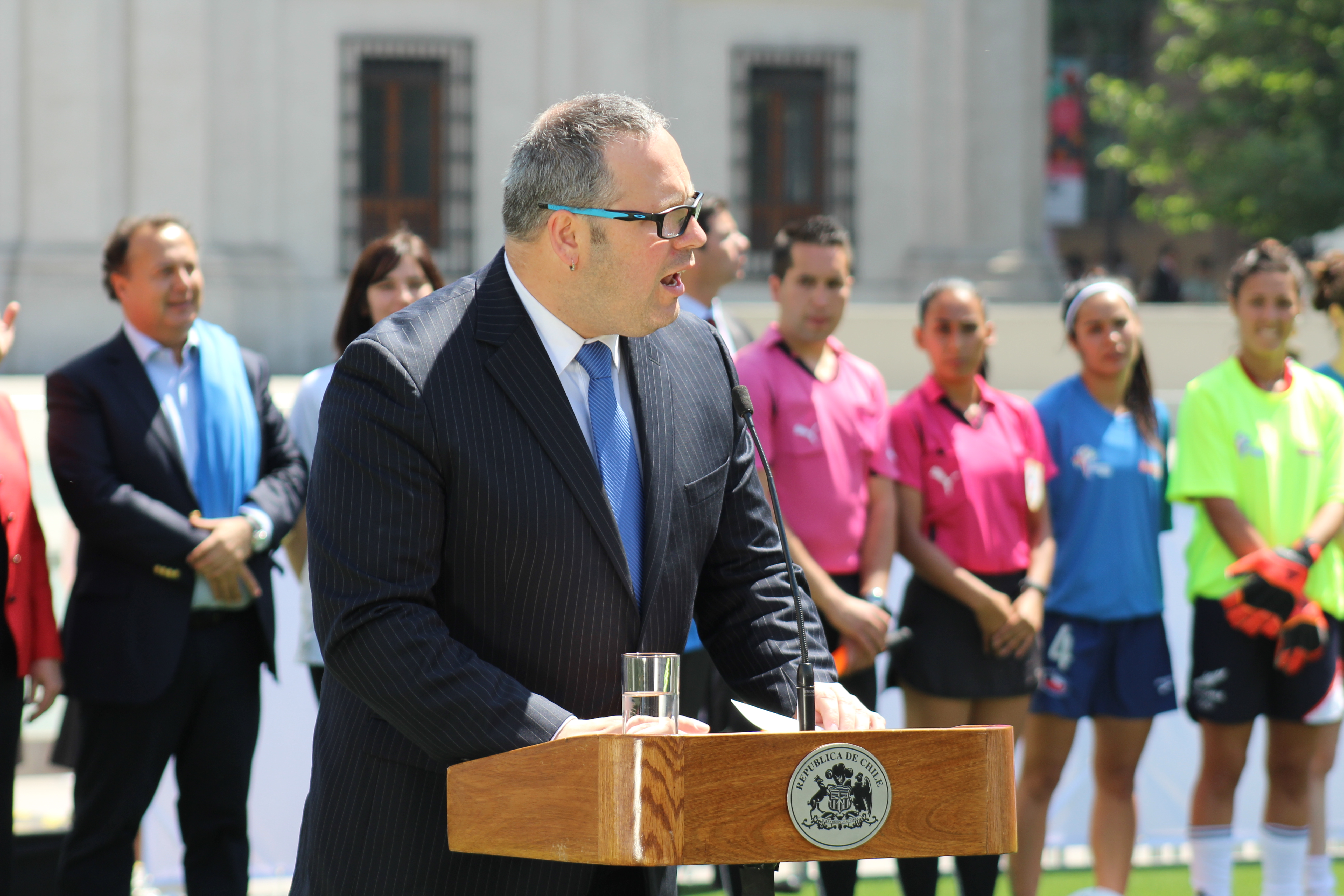
Dávalos en 2014.

En febrero de 2015, la revista Qué pasa publicó un reportaje donde se expuso que la sociedad Exportadora y de Gestión Caval Limitada, propiedad de Natalia Compagnon, su cónyuge, había recibido un crédito por parte del Banco de Chile por más de US$ 10 millones, el que fue aprobado por la entidad financiera el 16 de diciembre de 2013, un día después del triunfo de Michelle Bachelet en la segunda vuelta de la elección presidencial. Dicho préstamo fue utilizado en la compra de un terreno en Machalí, con el objeto de revenderlo para desarrollos inmobiliarios.
Posteriormente se conoció que el crédito había sido tratado en una reunión entre Compagnon, acompañada su esposo, con Andrónico Luksic Craig, vicepresidente del banco. El escándalo fue bautizado por la prensa local como «caso Nueragate» y «caso Caval». El 11 de febrero de 2015, Dávalos publicó una declaración patrimonial para intentar disminuir las críticas. Sin embargo, la presión de la oposición y de parte del oficialismo provocaron su renuncia a la Dirección Sociocultural dos días más tarde.
A inicios de septiembre de 2015, el departamento de investigaciones policiales O.S. 9 de Carabineros de Chile, informó que logró recuperar archivos el disco duro del computador que Dávalos había utilizado en el Palacio de La Moneda, el cual había sido formateado por personal técnico bajo las órdenes expresas de Dávalos. Sin embargo, el organismo estimó que la información encontrada, a pesar de contener nombres ligados al caso Caval, no era «de relevancia investigativa y otras no están asociadas a la investigación».
Dávalos fue sobreseído por el delito de cohecho en la arista principal del caso Caval. Sin embargo, tanto su cónyuge, Natalia Compagnon, como Dávalos, fueron formalizados por los presuntos delitos de estafa al empresario Gonzalo Vial Concha e infracción a la ley de propiedad intelectual, conocida por la prensa como «arista Vial Concha».

### Acciones judiciales
En enero de 2013, el periodista Tomás Mosciatti realizó un comentario político respecto a sus negocios, por lo cual este último se querelló contra el locutor radial por injurias graves. Éste respondió denunciando a Dávalos ante el Servicio de Impuestos Internos (SII), tras lo cual este último retiró la querella en su contra.
En 2018 interpuso una demanda civil por daño moral contra Canal 13, por las rutinas del personaje Yerko Puchento (interpretado por Daniel Alcaíno) en Vértigo, exigiendo una indemnización de $3360 millones. En diciembre de 2019, llamadas ambas partes a conciliación por el tribunal, no lograron acuerdo, por lo que el juicio continúa. En noviembre de ese mismo año presentó una querella por supuestas calumnias contra el entonces ministro del Trabajo y Previsión Social Nicolás Monckeberg.